# Telpintla
Telpintla är en ort i kommunen Temascaltepec i delstaten Mexiko i Mexiko. Jämfört med övriga samhällen i Temascaltepec är Telpintla belägen på lågland. Telpintla hade 476 invånare vid folkräkningen 2020.